# Signore e signori buonasera
Signore e signori buonasera (Goodnight, Beantown) è una serie televisiva statunitense in 18 episodi trasmessi per la prima volta nel corso di 2 stagioni dal 1983 al 1984.
È una sitcom incentrata sulle vicende di Matt Cassidy e Jennifer Barnes, due presentatori di un notiziario in una stazione televisiva di Boston che oltre a condividere il lavoro condividono lo stesso appartamento.

## Personaggi e interpreti
- Matt Cassidy (18 episodi, 1983-1984), interpretato da Bill Bixby.
- Jennifer Barnes (18 episodi, 1983-1984), interpretata da Mariette Hartley.
- Susan Barnes (18 episodi, 1983-1984), interpretata da Tracey Gold.
È la figlia tredicenne di Jennifer.
- Frank Fletcher (13 episodi, 1983-1984), interpretato da Jim Staahl.
È un altro presentatore del notiziario per le news relative allo sport.
- Albert Addelson (13 episodi, 1983-1984), interpretato da G.W. Bailey.
È il secondo direttore del notiziario, sostituisce Dick Novak.
- Valerie Wood (13 episodi, 1983-1984), interpretata da Stephanie Faracy.
È una reporter.
- Dick Novak (5 episodi, 1983), interpretato da George Coe.
È il primo direttore del notiziario, viene poi sostituito da Albert Addelson.
- Pauline (2 episodi, 1983), interpretata da Karen Morrow.
- Augie Kleindab (2 episodi, 1983), interpretato da Todd Susman.
- Jake (1983), interpretato da Gary Bayer.
- Gus (1983), interpretato da Louis Giambalvo.

## Produzione
La serie fu prodotta da Warner Bros. Television e girata negli studios della Warner Brothers a Burbank in California e a Boston. Le musiche furono composte da Dennis McCarthy. Bixby e Hartley avevano già lavorato insieme in un episodio di L'incredibile Hulk.
La prima stagione andò in onda nella primavera del 1983 per un totale di cinque episodi. Quando tornò in autunno, la seconda stagione durò 13 episodi prima di essere annullata a causa dei bassi ascolti a gennaio del 1984.

### Registi
Tra i registi della serie sono accreditati:
- Harry Winer (5 episodi, 1983-1984)
- Bill Bixby (3 episodi, 1983)
- Bob Sweeney (2 episodi, 1983-1984)
- Peter Baldwin (2 episodi, 1983)
- Kim Friedman (2 episodi, 1983)

## Distribuzione
La serie fu trasmessa negli Stati Uniti dal 2 aprile 1983 al 15 gennaio 1984 sulla rete televisiva CBS. In Italia è stata trasmessa con il titolo Signore e signori buonasera.

## Episodi
| Stagione         | Episodi | Prima TV USA |
| ---------------- | ------- | ------------ |
| Prima stagione   | 5       | 1983         |
| Seconda stagione | 13      | 1983-1984    |